# Ralf Willershäuser
Ralf Willershäuser (* 1964 in Gießen) ist ein deutscher Opernsänger (Heldentenor/Bariton) und Gesangspädagoge. Neben Tenor- und Baritonpartien deutscher, italienischer, französischer sowie russischer Opern umfasst sein Repertoire Musicals, Operetten und Werke von modernen Komponisten.

## Leben
Ralf Willershäuser studierte von 1991 bis 1995 an der Hochschule für Musik in Karlsruhe unter der Leitung von Renate Ackermann, bei Aldo Baldin und Lucretia West. Später wurde er von den namhaften Sängern Josef Metternich und Nicolai Gedda betreut. 1995 absolvierte er seine Hochschulabschlussprüfung mit der Note 1.
Bereits während der Studienzeit hatte er Gastengagements an der Stuttgarter Staatsoper, bei den Ludwigsburger Festspielen und bei den Opernfestspielen Heidenheim.
1995 wurde Ralf Willershäuser als Ensemblemitglied am Nationaltheater Mannheim verpflichtet. Er sang die Partien Hans (Verkaufte Braut), Max (Der Freischütz), Lenski (Eugen Onegin), Narraboth (Salome), Alfred (Die Fledermaus), Arturo (Lucia di Lammermoor), Tamino/Erster Geharnischter (Die Zauberflöte), Pedro (Der Corregidor), Jack (Aufstieg und Fall der Stadt Mahagonny), Tony (West Side Story).
Als Gastsänger wirkte er ab der Spielzeit 1996/97 bei Aufführungen an der Deutschen Oper Berlin mit. Intendant Götz Friedrich nahm ihn 1998 in das feste Ensemble, dem er bis August 2003 angehörte. Ralf Willershäuser sang an der Deutschen Oper die Partien Erik (Der fliegende Holländer), Jim Mahonny (Aufstieg und Fall der Stadt Mahagonny), Froh (Das Rheingold), Dimitri (Boris Godunow), Erster Geharnischter (Die Zauberflöte), Kurfürst (Der Prinz von Homburg), Lepreux (Francois d’Assis), Aegisth (Elektra) sowie das Tenorsolo in Das Lied von der Erde von Gustav Mahler und dem Liederzyklus Aus der jüdischen Volkspoesie von Dmitri Schostakowitsch.
2002 sang er erstmals die Titelrolle in Richard Wagners Oper Lohengrin am Staatstheater Darmstadt. Seit dieser Zeit stand er im Heldentenorfach und Baritonfach als Gastsänger auf Bühnen von über 30 Opernhäusern im In- und Ausland. Beispielsweise Berlin (Komische Oper)(Deutsche Oper), Hamburg, Hannover, Kassel, Köln, Wiesbaden, Athen, Bologna, Ferrara, Modena, Palermo, Parma, Klagenfurt, Sankt Gallen, Gelsenkirchen, Freiburg, Stuttgart, Luzern, Magdeburg, Cottbus, Gießen, Rostock, Mannheim, Regensburg, Erfurt, Gera/Altenburg, Nordhausen, Brandenburg, Flensburg usw.
Er gab Konzerte unter namhaften Dirigenten unter anderem an der Philharmonie Berlin und im Konzerthaus am Gendarmenmarkt sowie in der Kölner Philharmonie.
Ralf  Willershäuser hat unter anderem mit den Dirigenten Christian Thielemann, Jiri Kout, Julius Rudel, Vladimir Jurowski, Michail Jurowski, Marc Albrecht, Jun Märkl, Lawrence Foster und Stefan Blunier zusammengearbeitet.
Beim Schleswig-Holstein-Festival interpretierte er Gustav Mahlers Lied von der Erde und die Partie des Florestan in Ludwig von Beethovens Oper Fidelio unter der Leitung von Gerard Oskamp. Das Orchester der Neuen Philharmonie Westfalen engagierte ihn als Siegmund für die Wagnerkonzertreihe  der Ruhrfestspiele in Recklinghausen, Gelsenkirchen und Kamen unter der Leitung von Generalmusikdirektor Heiko Förster. Bei den Chiemgauer Festspielen sang er den Erik im Fliegenden Holländer. Die Ludwigsburger Festspiele engagierten ihn in der Partie des 1. Geharnischten.
Ralf Willershäuser gibt neben seiner Sängertätigkeit auch Gesangsunterricht auf der Basis der Belcanto-Technik des deutschen und italienischen Faches sowie des Kunstliedes.

## Veröffentlichungen
Rundfunkaufnahmen entstanden mit dem Berliner Rundfunkchor mit der Deutschen Motette von Richard Strauss (Tenorsolo) und dem Vater unser von Leoš Janáček (Tenorsolo). Mit dem Orchester der Deutschen Oper Berlin wurden Aufnahmen von D. Schostakowitschs Liederzyklus aus der jüdischen Volkspoesie (Tenorsolo), mit den Berliner Symphonikern von Beethovens 9. Sinfonie (Tenorsolo) und in dem Deutschen Haus in Flensburg von Gustav Mahlers Lied von der Erde gemacht.
CD-Produktionen der Opern Die Zauberflöte von W.A. Mozart der Ludwigsburger Festspiele unter der Leitung von Wolfgang Gönnenwein und Der Corregidor von Hugo Wolf mit dem Orchester des Mannheimer Nationaltheaters unter der Leitung von Jun Märkl sind erhältlich.